# Phalaenopsis 'Liu Tuen-Shen'

Phalaenopsis 'Liu Tuen-Shen' est un cultivar hybride artificiel d'orchidées, du genre Phalaenopsis.

## Parenté
Phal. 'Liu Tuen-Shen' = Phalaenopsis 'Golden Sands' × Phalaenopsis gigantea

## Descendance
- Phalaenopsis 'Golden Peoker' = Phalaenopsis 'Misty Green' × Phal. 'Liu Tuen-Shen'.
- Phalaenopsis 'Paifang's Auckland' = Phal. 'Liu Tuen-Shen' × Phalaenopsis 'Paifang's Queen'.